# São Vicente do Paul e Vale de Figueira
São Vicente do Paul e Vale de Figueira (llamada oficialmente União das Freguesias de São Vicente do Paul e Vale de Figueira) es una freguesia portuguesa del municipio y distrito de Santarém.

## Historia
Fue creada el 28 de enero de 2013 en aplicación de una resolución de la Asamblea de la República de Portugal promulgada el 16 de enero de 2013 con la unión de las freguesias de São Vicente do Paul y Vale de Figueira, pasando su sede a estar situada en la antigua freguesia de São Vicente do Paul.

## Demografía
| Gráfica de evolución demográfica de São Vicente do Paul e Vale de Figueira entre 2011 y 2021 |
|                                                                                              |
| Datos según el nomenclátor publicado por el INE portugués.                                   |